# Demokratyczna Partia Albańczyków
Demokratyczna Partia Albańczyków, DPA (alb. Partia Demokratike Shqiptare, mac. Демократска партија на Албанците) – partia polityczna w Macedonii Północnej. Została założona w 1997 roku. Liderem partii jest lekarz Menduh Thaçi.
Celem partii jest obrona praw albańskiej mniejszości narodowej.